# Jardín botánico del humedal Hirugano
El Jardín botánico del humedal Hirugano (en japonés: ひるがの湿原植物園 Hirugano Shitsugen Shokubutsuen), es una reserva de la naturaleza y jardín botánico, que se encuentra en la ciudad de Gujō, en la prefectura de Gifu, Japón. 

## Localización
En la zona esquiable cerca del "monte Dainichi" en el área de Takasu cerca de la carretera nacional 156, en las inmediaciones del parque de la cuenca de la "Meseta Hirugano".
Tiene el área más amplia de las zonas húmedas de cuatro lugares que han quedado en la Meseta Hirugano alrededor de la estación de esquí, en la parte más septentrional de la prefectura de Gifu en Gujo, junto al nacimiento del río Nagara. 
La "Meseta Hirugano", también es valioso en el ámbito académico como el límite más meridional del hábitat de ミズバショウ (Lysichiton camtschatcensis) en Japón . 
Hirugano Shitsugen Shokubutsuen Route 156, Takasu-mura, Gujō-shi, Gifu-ken, Japón.
Planos y vistas satelitales.35°59′55.5″N 136°53′58.2″E / 35.998750, 136.899500
Es visitable por el público en general, siendo gratis. Está cerrado en los meses de invierno.

## Historia

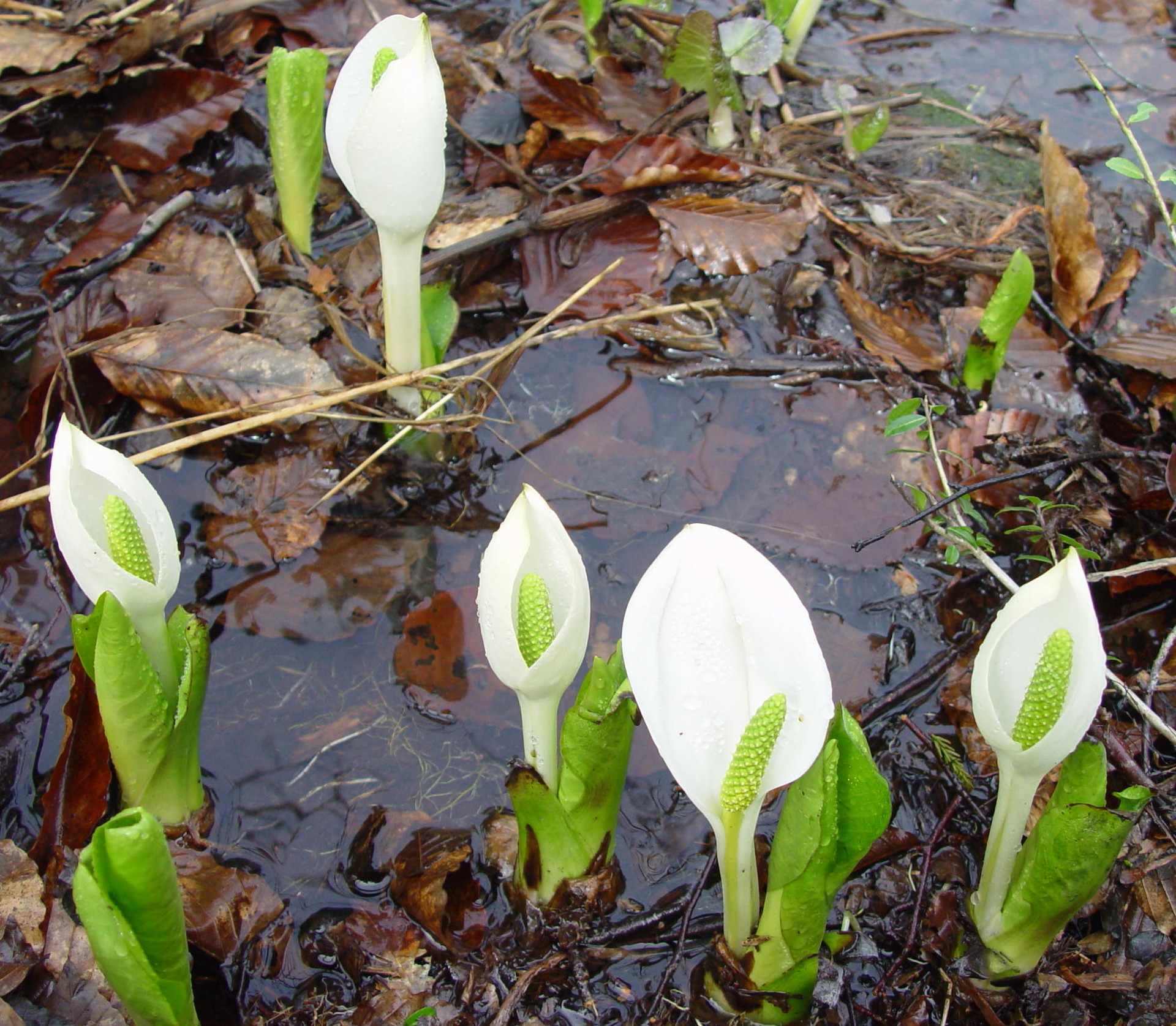
La planta de humedal ミズバショウ mizubashō Lysichiton camtschatcensis, presente en el humedal de Hirugano.

El jardín botánico fue creado con el propósito de la protección de los vestigios de los humedales restos de los vastos humedales que en un tiempo se habían extendido en la Meseta Hirugano. (Museo de Historia Natural del jardín). 
El límite sur del páramo con una superficie de humedales que era líder en Japón se había extendido a casi todas las áreas de la Meseta Hirugano hasta el comienzo de la Era Showa. Ahora, queda solamente el 5% de este muy delicado hábitat que está en peligro.
En estos humedales crecen plantas alpinas, junto a las resistentes plantas de humedales con más de 100 tipos especies silvestres. 
El jardín botánico en sí es poco atractivo el encanto se lo dan las floraciones que se producen desde la primavera hasta el otoño. Para saber la época más conveniente de las floraciones, es mejor consultar el sitio web de los Humedales Hirugano. 

## Colecciones

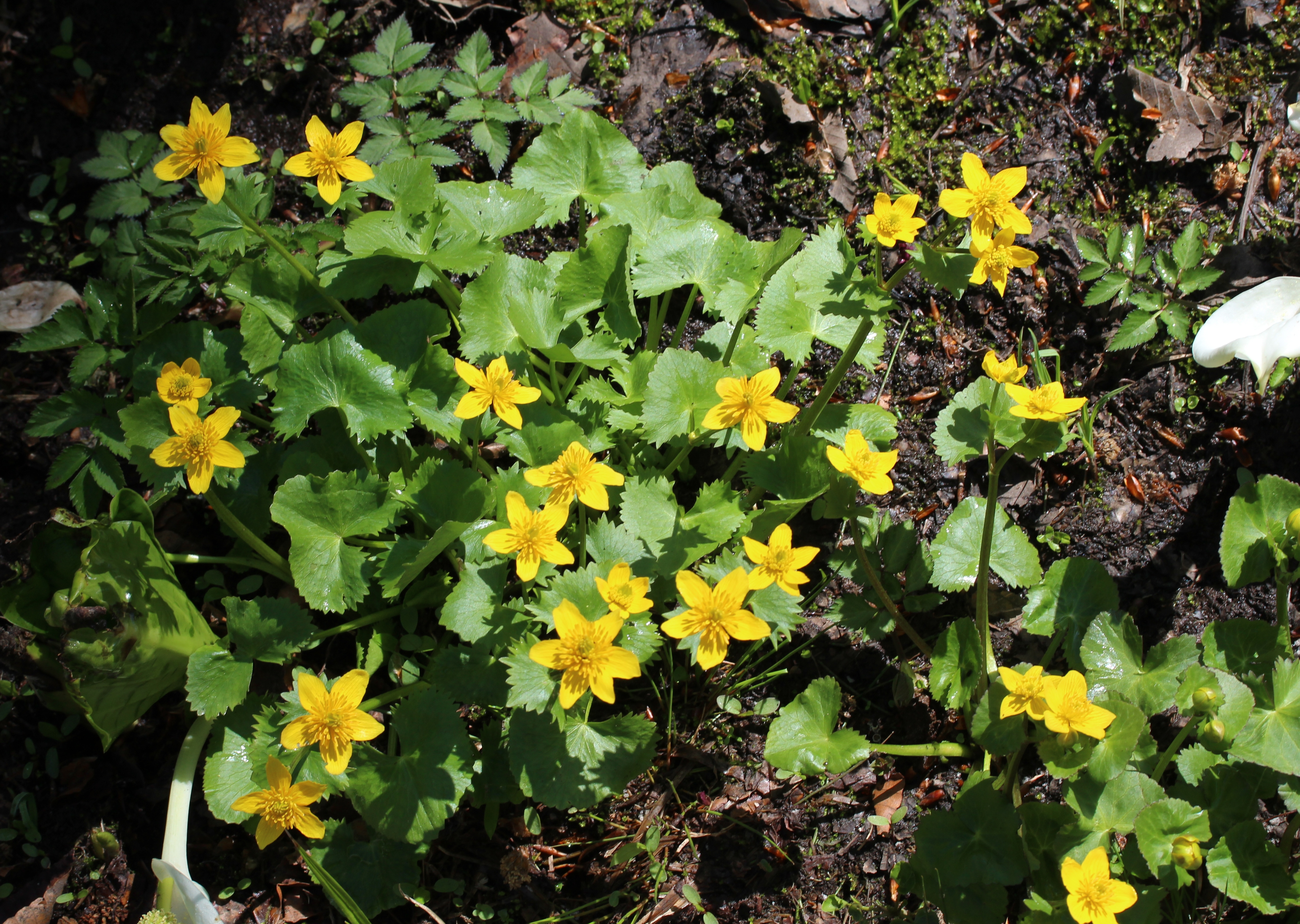
La planta de humedal Caltha palustris var. "nipponica", presente en el humedal de Hirugano.

El Jardín Botánico del Humedal se ha organizado alrededor de la colonia de ミズバショウ mizubashō (Lysichiton camtschatcensis), además con otras plantas resistentes de humedales y una amplia variedad de plantas alpinas.
El jardín botánico de los humedales de Hirugano, se ha convertido en un lugar valioso por ser un santuario de los restos de la vegetación original de la antigua Meseta Hirugano. 
En él crecen las plantas acuáticas y de pantanos, con una gran colonia de mizubashō (Lysichiton camtschatcensis), entremezcladas con Caltha palustris var. nipponica. 
Otras plantas como Erythronium, Narcissus, la hierba de algodón, Drosera, "Kobaikeisou" (Veratrum stamineum) ...
Dentro del parque, las plantas acuáticas y las plantas de los humedales están acompañadas de los animales tales como los caballitos del diablo y en el bosque la rana arborícola verde.
Al ser la última morada para las plantas que allí viven en cualquier lugar, es conveniente no salirse de las sendas especificadas. 